# Xenodon dorbignyi
Xenodon dorbignyi är en ormart som beskrevs av Bibron 1854. Xenodon dorbignyi ingår i släktet Xenodon och familjen snokar.
Arten förekommer i sydöstra Brasilien, södra Paraguay, Uruguay samt norra och centrala Argentina. Denna orm lever i slättlandet Gran Chaco. Den besöker även fuktiga skogar, gräsmarker och samhällen i regionen. Individerna hittas ofta vid kanten av vattenansamlingar. De gräver underjordiska bon och har insekter, groddjur samt ödlor som föda. Honor lägger ägg.
För beståndet är inga hot kända men Xenodon dorbignyi är allmänt sällsynt. Denna orm förekommer i flera naturskyddsområden. IUCN lister arten som livskraftig (LC).

## Underarter
Arten delas in i följande underarter:
- X. d. chacoensis
- X. d. orientalis
- X. d. uruguayensis
- X. d. dorbignyi